# Anopheles cameroni
Anopheles cameroni är en tvåvingeart som beskrevs av Meillon och Evans 1935. Anopheles cameroni ingår i släktet Anopheles och familjen stickmyggor. Inga underarter finns listade i Catalogue of Life.